# استرالیا در المپیک تابستانی ۲۰۲۴
کاروان المپیکی استرالیا، یکی از کاروان‌های شرکت‌کننده در بازی‌های المپیک تابستانی ۲۰۲۴ بود. این دوره از بازی‌ها از ۲۶ ژوئیه تا ۱۱ اوت ۲۰۲۴ (۵ تا ۲۱ امرداد ۱۴۰۳ خورشیدی) به میزبانی پاریس، پایتخت فرانسه برگزار شد. استرالیا به همراه فرانسه، بریتانیا، یونان و سوئیس تنها کاروان‌هایی هستند که در تمامی ادوار مدرن المپیک شرکت کرده‌اند. در آیین گشایش این دوره از بازی‌ها، با توجه به میزبانی بریزبن در بازی‌های المپیک تابستانی ۲۰۳۲، استرالیا و ایالات متحده به عنوان میزبان‌های بعدی بازی‌های المپیک، پس از فرانسه در رژه ملل، وارد خیابان پلاسه دو تروکادرو شدند.
کاروان استرالیا در این دوره توانست بهترین نتیجه تاریخ خود را کسب کند. آنها با کسب ۵۳ مدال رنگارنگ شامل ۱۸ طلا، ۱۹ نقره و ۱۶ برنز در جایگاه چهارم رده‌بندی کلی این دوره از بازی‌ها قرار گرفتند.

## مدیریت
کاروان نهایی استرالیا شامل ۴۶۱ ورزشکار (۲۰۵ مرد و ۲۵۶ زن) بود که در ۳۳ رشته ورزشی به رقابت پرداختند.  آنا میرز، دوچرخه‌سوار شهیر استرالیایی به عنوان رئیس هیات این کاروان برگزیده شد.

در ۲۴ ژوئیه ۲۰۲۴، بازیکن هاکی روی یخ ادی اوکیندن به همراه قایقران اسلالوم جسیکا فاکس پرچم‌داران این کاروان در آیین گشایش این بازی‌‌ها بودند.
همچنین در ۱۰ اوت، قایقران بادبانی متیو وارن و شناگر، کیلی مک‌کیون، که هردو موفق به کسب مدال طلا شده بودند، به عنوان پرچمداران آیین پایانی معرفی شدند.

## مدال‌آوران
| مدال | ورزشکار | ورزش             | رویداد                           | تاریخ    |
| ---- | --- | ---------------- | -------------------------------- | -------- |
| طلا  | گریس براون | دوچرخه‌سواری      | تایم تریل جاده زنان              | ۲۷ ژوئیه |
| طلا  | آریارن تیتموس | شنا              | ۴۰۰ متر آزاد زنان                | ۲۷ ژوئیه |
| طلا  | برونته کمپل[a] مگ هریس شاینا جک اما مک‌کئون مالی اوکلاهن اولیویا وانچ[a] | شنا              | ۴ نفره ۱۰۰ متر امدادی آزاد زنان  | ۲۷ ژوئیه |
| طلا  | جسیکا فاکس | قایقرانی         | کایاک یک‌نفره اسلالوم زنان        | ۲۸ ژوئیه |
| طلا  | مالی اوکلاهن | شنا              | ۲۰۰ متر آزاد زنان                | ۲۹ ژوئیه |
| طلا  | کیلی مک‌کیون | شنا              | ۱۰۰ متر کرال پشت زنان            | ۳۰ ژوئیه |
| طلا  | جسیکا فاکس | قایقرانی         | کانو یک‌نفره اسلالوم زنان         | ۳۱ ژوئیه |
| طلا  | شاینا جک[a] مالی اوکلاهن لانی پلستر جیمی پرکینز[a] آریارن تیتموس بریانا تروسل | شنا              | ۴ نفره آزاد ۱۰۰ متر امدادی زنان  | ۱ اوت    |
| طلا  | کامرون مک‌اووی | شنا              | ۵۰ متر آزاد مردان                | ۲ اوت    |
| طلا  | کیلی مک‌کیون | شنا              | ۲۰۰ متر کرال پشت زنان            | ۲ اوت    |
| طلا  | سایا ساکاکیبارا | دوچرخه‌سواری      | رقابتBMX زنان                    | ۲ اوت    |
| طلا  | متیو ابدن جان پیرز | تنیس             | دونفره مردان                     | ۳ اوت    |
| طلا  | نئومی فوکس | قایقرانی         | کایاک کراس زنان                  | ۵ اوت    |
| طلا  | آریسا ترو | اسکیت‌برد         | پارک زنان                        | ۶ اوت    |
| طلا  | متیو وارن | قایقرانی بادبانی | لاسر مردان                       | ۷ اوت    |
| طلا  | کیگان پالمر | اسکیت‌برد         | پارک مردان                       | ۷ اوت    |
| طلا  | اولیور بلدین کلند اوبراین سام ولسفورد کانر لیهی | دوچرخه‌سواری      | تعقیبی تیمی مردان                | ۷ اوت    |
| طلا  | نینا کندی | دو و میدانی      | پرتاب نیزه زنان                  | ۷ اوت    |
| نقره | ایلایجا وینینگتون | شنا              | ۴۰۰ متر آزاد مردان               | ۲۷ ژوئیه |
| نقره | جک کارترایت کایل چالمرز فلین ساوتم کای تیلور ویلیام یانگ[a] | شنا              | آزاد ۴ نفره امدادی ۱۰۰ متر مردان | ۲۷ ژوئیه |
| نقره | کریس برتون | سوارکاری         | ایونتینگ انفرادی                 | ۲۹ ژوئیه |
| نقره | آریارن تیتموس | شنا              | ۲۰۰ متر آزاد زنان                | ۲۹ ژوئیه |
| نقره | کایل چالمرز | شنا              | ۱۰۰ متر آزاد مردان               | ۳۱ ژوئیه |
| نقره | زاک استابلتی-کوک | شنا              | ۲۰۰ متر قورباغه مردان            | ۳۱ ژوئیه |
| نقره | گری موریس | قایقرانی بادبانی | iQFoil مردان                     | ۳ اوت    |
| نقره | آریارن تیتموس | شنا              | ۸۰۰ متر آزاد زنان                | ۳ اوت    |
| نقره | نیکولا مک‌درموت | دو و میدانی      | پرش ارتفاع زنان                  | ۴ اوت    |
| نقره | مگ هریس | شنا              | ۵۰ متر آزاد زنان                 | ۴ اوت    |
| نقره | آینا اندرسون[a] مگ هریس[a] اما مک‌کئون کیلی مک‌کیون مالی اوکلاهن الکساندرا پرکینز[a] جنا استراچ الا رمزی[a] | شنا              | ۴ نفره ۱۰۰ متر امدادی زنان       | ۴ اوت    |
| نقره | جک رابینسون | موج‌سواری         | تخته کوتاه مردان                 | ۶ اوت    |
| نقره | موئشا جانسون | شنا              | ماراتن ۱۰ کیلومتر زنان           | ۸ اوت    |
| نقره | ریلی فیتسیمونس پیر فن در وستهویزن جکسون کالینز نوا هاوارد | قایقرانی         | کایاک ۴ نفره ۵۰۰ متر مردان       | ۸ اوت    |
| نقره | مدیسون کینی | شیرجه            | تخته پرش ۳ متر زنان              | ۹ اوت    |
| نقره | متیو ریچاردسون | دوچرخه‌سواری      | سرعت مردان                       | ۹ اوت    |
| نقره | تیم ملی واترپلو زنان استرالیا - Gabriella Palm - Keesja Gofers - Elle Armit - Bronte Halligan - Sienna Green - Abby Andrews - Charlize Andrews - Sienna Hearn - Zoe Arancini - Alice Williams - Matilda Kearns - Genevieve Longman - Danijela Jackovich | واترپلو          | مسابقات زنان                     | ۱۰ اوت   |
| نقره | جسیکا هال | دو و میدانی      | ۱۵۰۰ متر زنان                    | ۱۰ اوت   |
| نقره | متیو ریچاردسون | دوچرخه‌سواری      | کایرین مردان                     | ۱۱ اوت   |
| برنز | ماکسیمیلیان جولیانی زاک اینسرتی[a] توماس نیل فلین ساوتم کای تیلور[a] ایلایجا وینینگتون | شنا              | ۴ نفره ۲۰۰ متر آزاد مردان        | ۳۰ ژوئیه |
| برنز | ناتالیا دیم | دوچرخه‌سواری      | آزاد BMX زنان                    | ۳۱ ژوئیه |
| برنز | پنی اسمیت | تیراندازی        | تراپ زنان                        | ۳۱ ژوئیه |
| برنز | جمایما مونتگ | دو و میدانی      | پیاده‌روی ۲۰ کیلومتر زنان         | ۱ اوت    |
| برنز | جسیکا موریسون آنابل مک‌اینتایر | روئینگ           | دو پارو زنان                     | ۲ اوت    |
| برنز | کیلی مک‌کیون | شنا              | ۲۰۰ متر انفرادی امدادی زنان      | ۳ اوت    |
| برنز | آینا اندرسون[a] کایل چالمرز[a] اما مک‌کئون[a] کیلی مک‌کیون مالی اوکلاهن زاک استابلتی-کوک[a] متیو تمپل جاشوا یانگ | شنا              | ۴ نفره ۱۰۰ متر امدادی مختلط      | ۳ اوت    |
| برنز | النور پترسون | دو و میدانی      | پرش ارتفاع زنان                  | ۴ اوت    |
| برنز | متیو گلیتز لی هافمن متیو ریچاردسون | دوچرخه‌سواری      | تیمی سرعت مردان                  | ۶ اوت    |
| برنز | جمایما مونتگ ریدین کاولی | دو و میدانی      | پیاده‌روی ماراتن امدادی مختلط     | ۷ اوت    |
| برنز | متیو دنی | دو و میدانی      | پرتاب دیسک مردان                 | ۷ اوت    |
| برنز | چارلی سینیور | بوکس             | ۵۷ کیلوگرم مردان                 | ۸ اوت    |
| برنز | کیتلین پارکر | بوکس             | ۷۵ کیلوگرم زنان                  | ۸ اوت    |
| برنز | ژان ون در وستهویزن توماس گرین | قایقرانی         | کایاک دونفره ۵۰۰ متر مردان       | ۹ اوت    |
| برنز | تیم ملی بسکتبال زنان استرالیا - جید ملبورن - کریستی والاس - استفانی تالبوت - تس مدجن - آلانا اسمیت - ازی مگبگور - مارینا تولو - کایلا جورج - امی اتول - ایزبل بورلس - لورن جکسون - سامی ویتکامب                                                         | بسکتبال          | مسابقات زنان                     | ۱۱ اوت   |
| برنز | متیو گلیتز | دوچرخه‌سواری      | کایرین مردان                     | ۱۱ اوت   |

## شرکت‌کنندگان
فهرست زیر به تعداد ورزشکاران این کاروان اشاره دارد.
| ورزش              | مردان | زنان | کل  |
| ----------------- | ----- | ---- | --- |
| تیراندازی با کمان | ۱     | ۱    | ۲   |
| شنای موزون        | —     | ۸    | ۸   |
| دو و میدانی       | ۳۴    | ۴۱   | ۷۵  |
| بدمینتون          | ۰     | ۳    | ۳   |
| بسکتبال           | ۱۲    | ۱۶   | ۲۸  |
| بوکس              | ۶     | ۶    | ۱۲  |
| رقص بریک          | ۱     | ۱    | ۲   |
| قایقرانی          | ۸     | ۷    | ۱۵  |
| دوچرخه‌سواری       | ۱۲    | ۱۳   | ۲۵  |
| شیرجه             | ۴     | ۵    | ۹   |
| سوارکاری          | ۵     | ۵    | ۱۰  |
| هاکی روی چمن      | ۱۶    | ۱۶   | ۳۲  |
| فوتبال            | ۰     | ۱۹   | ۱۹  |
| گلف               | ۲     | ۲    | ۴   |
| ژیمناستیک         | ۱     | ۱۱   | ۱۲  |
| جودو              | ۱     | ۲    | ۳   |
| پنج‌گانه مدرن      | ۰     | ۱    | ۱   |
| روئینگ            | ۱۴    | ۲۱   | ۳۵  |
| راگبی ۷ نفره      | ۱۲    | ۱۲   | ۲۴  |
| قایقرانی بادبانی  | ۶     | ۶    | ۱۲  |
| تیراندازی         | ۶     | ۴    | ۱۰  |
| اسکیت‌برد          | ۴     | ۵    | ۹   |
| سنگ‌نوردی          | ۱     | ۱    | ۲   |
| موج‌سواری          | ۲     | ۲    | ۴   |
| شنا               | ۲۳    | ۲۱   | ۴۴  |
| تنیس روی میز      | ۳     | ۳    | ۶   |
| تکواندو           | ۲     | ۱    | ۳   |
| تنیس              | ۵     | ۴    | ۹   |
| سه‌گانه            | ۲     | ۲    | ۴   |
| والیبال           | ۴     | ۲    | ۶   |
| واترپلو           | ۱۳    | ۱۳   | ۲۶  |
| وزنه‌برداری        | ۱     | ۲    | ۳   |
| کشتی              | ۲     | ۰    | ۲   |
| کل                | ۲۰۳   | ۲۵۶  | ۴۵۹ |